# EIKOデジタル・クリエイティブ高等学校
EIKOデジタル・クリエイティブ高等学校（エイコウデジタルクリエイティブこうとうがっこう、英称：EIKO DIGITAL CREATIVE HIGH SCHOOL）は、茨城県水戸市にある私立高等学校。

## 概要
学校法人緑丘学園によって設置された。狭域通信制高校であり、茨城県または埼玉県に住所がある者が入学できる。募集定員は360名。

## 教育目標
『「知の創造者たれ」の教育理念に基づき、「Society5.0」近未来型スクール構想をコンセプトに、デジタル（デジタル人材の育成）、クリエイティブ（新しい価値創造）、ダイバーシティ（多様性の尊重）、インクルーシブ（共生社会の形成）、SDGs（持続可能な社会の実現）をキーワードに、「主体的に学び、自由に発想し、新しい価値を創造する人材の育成」を目指します。』

## コース
以下の5つのコースをもつ。
- リベラルアーツコース（ベーシック）
- スーパーアドバンスコース
- eスポーツコース
- マンガ・イラストコース
- ドローンコース（水戸本校のみ）

その他、有名予備校講師による完全個別WEB授業「スーパーEIKOオンラインスタディ」や、キャリアデザイン講座、資格取得支援、デジタル・クリエイティブ人材の育成も行っている。
また、希望者はWスクール（シナリオ、声優、プログラミング、AI・データサイエンス、トリマー、ドローン、ネイル）の受講も可能。

## 沿革
- 2023年4月 - 開校。

## 基礎データ

### 所在地
- 水戸本校：茨城県水戸市見川町2582番地9
- 浦和校：埼玉県さいたま市浦和区高砂2-8-16 浦和ガーデンビル5F

### 通学区域
茨城県または埼玉県に住所がある者

### 制服
男女ともにブレザータイプの制服あり。制服はCONOMiブランドを採用。様々なアイテムを組み合わせて着用できる。制服着用の義務はないので、購入・着用は自由。

## 学校行事
宿泊学習、スポーツフェスティバル、救急救命講習会、校外学習、EIKO祭、クリスマスパーティー、修学旅行　など

## 協力校・通信教育連携協力施設
- 学校法人田中学園（水戸啓明高等学校、水戸葵陵高等学校）

スクーリング会場としての協力のほか、相互に転学も可能。
その他、茨城県・埼玉県内に多数の通信教育連携協力施設をもつ。